# دوغ دونالدسون
دوغ دونالدسون هو صحفي وسياسي كندي، ولد في 20 يناير 1957. نشط حزبياً في الحزب الديمقراطي الجديد في كولومبيا البريطانية ‏. وقد انتخب عضو الجمعية التشريعية لكولومبيا البريطانية ‏ عن دائرة Stikine (provincial electoral district) ‏ خلال فترته النيابية ‏.